# Full Moon (album de Brandy)
Cet article concerne l'album de Brandy. Pour l'album de The Charlie Daniels Band, voir Full Moon.
Pour les articles homonymes, voir Full Moon.
Albums de Brandy
Never Say Never
(1998) Afrodisiac
(2004)
Singles
1. What About Us?
Sortie : 1er janvier 2002
2. Full Moon
Sortie : 1er avril 2002
3. He Is
Sortie : 17 septembre 2002

Full Moon est le troisième album studio de Brandy, sorti en 2002.
L'album s'est classé 1er au Top R&B/Hip-Hop Albums et 2e au Billboard 200.
Full Moon a reçu une nomination aux 45e Grammy Awards dans la catégorie meilleur album R&B.

## Liste des titres
| No  | Titre                      | Auteur                                                                       | Contient un (des) sample(s) de | Durée |
| --- | -------------------------- | ---------------------------------------------------------------------------- | ------------------------------ | ----- |
| 1.  | B-Rocka Intro              | LaShawn Daniels, Fred Jerkins III, Rodney Jerkins, Nora Payne, Kenisha Pratt |                                | 1:19  |
| 2.  | Full Moon                  | Mike City                                                                    |                                | 4:08  |
| 3.  | I Thought                  | Daniels, F. Jerkins, R. Jerkins                                              |                                | 4:29  |
| 4.  | When You Touch Me          | R. Jerkins, Payne, Pratt, Robert Smith                                       |                                | 5:43  |
| 5.  | Like This                  | Daniels, F. Jerkins, R. Jerkins, Norwood                                     |                                | 4:32  |
| 6.  | All in Me                  | Daniels, F. Jerkins, R. Jerkins                                              |                                | 4:00  |
| 7.  | Apart                      | Keith Crouch, Pratt                                                          |                                | 4:27  |
| 8.  | Can We                     | Daniels, Alex Greggs, R. Jerkins                                             |                                | 4:43  |
| 9.  | What About Us?             | Daniels, R. Jerkins, Norwood, Payne, Pratt                                   |                                | 4:10  |
| 10. | Anybody                    | Daniels, F. Jerkins, R. Jerkins, Norwood, Pratt                              |                                | 4:55  |
| 11. | Nothing                    | Daniels, F. Jerkins, Pratt                                                   |                                | 4:48  |
| 12. | It's Not Worth It          | Daniels, F. Jerkins, R. Jerkins                                              | Angel in Disguise de Brandy    | 4:23  |
| 13. | He Is                      | Warryn Campbell, Harold Lilly, Jr., Norwood                                  |                                | 4:21  |
| 14. | Come a Little Closer       | Stuart Brawley, Jason Derlatka                                               |                                | 4:32  |
| 15. | Love Wouldn't Count Me Out | Daniels, F. Jerkins, S. Johnson, Norwood                                     |                                | 4:19  |
| 16. | WOW                        | Daniels, Norwood, Payne, Pratt, Smith                                        |                                | 4:19  |

| 17. | Die Without You (featuring Ray J) | Attrell Cordes | 3:56 |

| 17. | Another Day in Paradise (featuring Ray J) | Phil Collins | 4:32 |

| 17. | Another Day in Paradise (featuring Ray J) | Phil Collins                        | 4:32 |
| 18. | I Wanna Fall in Love                      | Daniels, R. Jerkins, Norwood, Pratt | 3:52 |

| 17. | Another Day in Paradise (featuring Ray J) | Phil Collins                        |                  | 4:32 |
| 18. | I Wanna Fall in Love                      | Daniels, R. Jerkins, Norwood, Pratt |                  | 3:52 |
| 19. | Full Moon (Cutfather & Joe Remix)         | Mike City                           | I.O.U. de Freeez | 4:08 |

## Certifications
| Pays        | Association  | Certification | Ventes     |
| ----------- | ------------ | ------------- | ---------- |
| Canada      | Music Canada | Or            | 50 000+    |
| États-Unis  | RIAA         | Platine       | 1 000 000+ |
| Japon       | RIAJ         | Or            | 100 000+   |
| Royaume-Uni | BPI          | Or            | 100 000+   |